# Biskra (tỉnh)
Biskra (tiếng Ả Rập: ولاية بسكرة , Berber: Tibeskert) là một wilaya của Algérie. Tỉnh lỵ là thành phố Biskra.

## Phân chia hành chính
Tỉnh này bao gồm 12 huyện và 33 đô thị. Các huyện bao gồm:
- Sidi Okba
- Tolga
- Ouled Djellal
- Ourlal
- Zeribet El Oued
- El Kantara
- Sidi Khaled
- Foughala
- M'Chouneche
- Biskra
- Djemourah
- Đô thị cấp huyện: El Outaya